# ATP Vegeta Croatia Open Umag 2013
ATP Vegeta Croatia Open Umag 2013 byl tenisový turnaj pořádaný jako součást mužského okruhu ATP World Tour, který se hrál na otevřených antukových dvorcích Mezinárodního tenisového centra. Konal se mezi 18. až 28. červencem 2013 v chorvatském Umagu jako 24. ročník turnaje.
Turnaj s rozpočtem 467 800 eur patřil do kategorie ATP World Tour 250. Nejvýše nasazeným hráčem ve dvouhře byl devátý hráč světa Richard Gasquet z Francie, který vypadl ve svém úvodním utkání druhého kola. Dvojice Viktor Troicki a Andreas Seppi byla ze soutěže přinucena odstoupit, jakožto následek 18měsíčního trestu pro Troického, který začal platit 24. července 2013.

## Mužská dvouhra

### Nasazení
| Stát      | Hráč                | ATP1) | Nasazení |
| --------- | ------------------- | ----- | -------- |
| Francie   | Richard Gasquet     | 9.    | 1.       |
| Itálie    | Andreas Seppi       | 24.   | 2.       |
| Itálie    | Fabio Fognini       | 25.   | 3.       |
| Ukrajina  | Alexandr Dolgopolov | 26.   | 4.       |
| Španělsko | Tommy Robredo       | 29.   | 5.       |
| Slovensko | Martin Kližan       | 38.   | 6.       |
| Německo   | Florian Mayer       | 45.   | 7.       |
| Argentina | Carlos Berlocq      | 46.   | 8.       |

- 1) Žebříček ATP k 15. červenci 2013.[3]

### Jiné formy účasti
Následující hráči obdrželi divokou kartu do hlavní soutěže:
- Borna Ćoric
- Mate Pavić
- Antonio Veić

Následující hráči postoupili z kvalifikace:
- Blaž Kavčič
- Dušan Lajović
- Joško Topić
- Boy Westerhof

### Odhlášení
před zahájením turnaje
- Marin Čilić
- Pablo Cuevas
- Jerzy Janowicz
- Fernando Verdasco

### Skrečování
- Andreas Haider-Maurer
- Horacio Zeballos

## Mužská čtyřhra

### Nasazení
| Stát          | Hráč             | Stát    | Hráč              | ATP1) | Nasazení |
| ------------- | ---------------- | ------- | ----------------- | ----- | -------- |
| Česko         | František Čermák | Česko   | Lukáš Dlouhý      | 81.   | 1.       |
| Německo       | Andre Begemann   | Německo | Martin Emmrich    | 86.   | 2.       |
| Spojené státy | Nicholas Monroe  | Německo | Simon Stadler     | 122.  | 3.       |
| Polsko        | Tomasz Bednarek  | Polsko  | Mateusz Kowalczyk | 133.  | 4.       |

- 1) Žebříček ATP k 15. červenci 2013; číslo je součtem umístění obou členů páru.

### Jiné formy účasti
Následující páry obdržely divokou kartu do hlavní soutěže:
- Borna Ćorić /  Nikola Mektić
- Franko Škugor /  Antonio Veić

Následující pár nastoupil do soutěže z pozice náhradníka:
- Aljaž Bedene /  Dušan Lajović

### Odstoupení
před zahájením turnaje
- Fabio Fognini

v průběhu turnaje
- Viktor Troicki
- Horacio Zeballos

## Přehled finále

### Mužská dvouhra
- Tommy Robredo vs.  Fabio Fognini, 6–0, 6–3

### Mužská čtyřhra
- Martin Kližan /  David Marrero vs.  Nicholas Monroe /  Simon Stadler, 6–1, 5–7, [10–7]